# Makha Ben Ahmad Ba
Makha Ben Ahmad Ba, né le 10 décembre 1998 à Kolda (Sénégal), est un footballeur sénégalais qui joue au poste de milieu défensif au ASC Jaraaf.

## Biographie
Makha Ben Ahmad Ba est un joueur de football sénégalais né le 10 décembre 1998 à Kolda qui évolue au poste de milieu défensif. Makha Ben Ba commence sa carrière chez le club universitaire de UGB Saint-Louis en championnat amateur. Il rejoint le club fanion de la ville de Saint-Louis de ASCE La Linguère en 2019. Titulaire indiscutable chez les Samba-Linguère, Makha Ba quitte la ville de Saint-Louis pour s'engager chez le club de la Médina de ASC Jaraaf en juillet 2024 pour renforcer l'effectif pour la coupe CAF 2025. Il remporte le championnat du Sénégal édition 2025 avec le club le plus titré du football sénégalais.

## Palmarès
ASC Jaraaf
- Championnat du Sénégal
  - Champion : 2025
- Coupe du Sénégal
  - Finaliste : 2025